# 16 reglas del esperanto
El esperanto es una lengua construida, que sigue el modelo gramatical de las lenguas naturales, aunque intenta evitar parte de las dificultades de estas, simplificando la gramática, evitando las excepciones y fijando reglas lo más claras posible.
Se suele resumir su gramática básica en 16 reglas (publicadas en 1906 en Fundamento de Esperanto), que pueden enunciarse de la siguiente manera:
1. El esperanto solo posee el artículo determinado o definido la, igual para todos los géneros, números y casos. Carece de artículos indeterminados o indefinidos.
2. El nombre o sustantivo se forma añadiendo a la raíz una -o al final. Para formar el plural se añade una j al singular. La lengua solo tiene dos casos: nominativo y acusativo. El último se forma añadiendo el sufijo "-n " al nominativo. Los demás casos existentes en otros idiomas se forman en esperanto con preposiciones: el genitivo con de (de), el dativo con al (a), el ablativo con per (por) o con otras preposiciones, según el sentido.
3. El adjetivo se forma añadiendo a la raíz una a al final. Sus casos y números se forman como en los sustantivos. El grado comparativo se forma con la palabra pli (más) y el superlativo con la palabra plej (el más). El «que» del comparativo se traduce por ol, y el «de» del superlativo por el.
4. Los adjetivos numerales cardinales son invariables: unu (1), du (2), tri (3), kvar (4), kvin (5), ses (6), sep (7), ok (8), naŭ (9), dek (10), cent (100), mil (1000). Las decenas y centenas se forman por la simple reunión de los mencionados numerales. A los adjetivos numerales cardinales se añade: la terminación a del adjetivo, para formar los numerales ordinales; obl para los múltiplos; on para los fraccionarios; op para los colectivos. po antes de los cardinales forma los distributivos.
5. Los pronombres personales son: mi (yo), vi (tú, vos, usted, ustedes, vosotros, vosotras), li (él), ŝi (ella), ĝi (él, ella, ello, para animales o cosas), si (se, si, reflexivo), ni (nosotros, nosotras), ili (ellos, ellas), oni (se, uno). Añadiéndoles la terminación a del adjetivo se forman los adjetivos o pronombres posesivos. Los pronombres se declinan como sustantivos.
6. El verbo es invariable en las personas y en los números. El presente termina en as, el pasado en is, el futuro en os, el condicional en us, el imperativo en u y el infinitivo en i. Los participios activos en: ant (presente), int (pasado) y ont (futuro). Los participios pasivos en: at (presente), it (pasado) y ot (futuro). La voz pasiva se forma con el verbo esti (ser) y el participio pasivo del verbo que se conjuga. El «de» o el «por» del ablativo agente se traducen por de.
7. El adverbio se forma añadiendo a la raíz una e. Sus grados de comparación se forman como los del adjetivo.
8. Todas las preposiciones rigen, por sí mismas, el nominativo.
9. Toda palabra se pronuncia del mismo modo como se escribe.
10. El acento tónico cae siempre sobre la penúltima sílaba.
11. Las palabras compuestas se forman por la simple reunión de los elementos que las forman. En ellas la palabra fundamental va siempre al final. Los afijos y terminaciones se consideran como palabras.
12. Si en la frase ya hay una palabra negativa se suprime el adverbio ne (no), por lo que no existe la doble negación.
13. La palabra que indica el lugar adonde se va, lleva la terminación n del acusativo.
14. Toda preposición tiene en esperanto un sentido invariable y bien determinado, que fija su empleo. No obstante, cuando el sentido que se quiere expresar no indica con toda claridad qué preposición se debe emplear, se usa la preposición je, que no tiene significado propio. Esta regla no daña a la claridad, pues en tales casos, todas las lenguas emplean cualquier preposición, sin más norma que la costumbre. En vez de je se puede emplear también el acusativo, si no crea ambigüedad.
15. Para crear nuevas palabras, además de poder combinar raíces ya existentes, es posible adoptar palabras «extranjeras». Estas no sufren alteración al pasar al esperanto, pero adoptan su ortografía y sus terminaciones. Sin embargo, de las distintas palabras derivadas de una misma raíz, es preferible emplear inalterada solamente la palabra fundamental, y formar las demás según las reglas del esperanto.
16. Las terminaciones a del artículo y o del sustantivo en singular pueden suprimirse, sustituyéndolas con un apóstrofo. Sin embargo, su empleo es casi exclusivo de la poesía.